# Józefa Bałachowicz
Józefa Bałachowicz (ur. 1949) – polska pedagożka, profesor nauk społecznych.

## Życiorys
W 1974 ukończyła studia pedagogiczne na Uniwersytecie Warszawskim. W 1982 obroniła w Instytucie Badań Pedagogicznych pracę doktorską. W 1994 habilitowała się na Uniwersytecie Marii Curie-Skłodowskiej w Lublinie na podstawie pracy zatytułowanej Umiejętność czytania uczniów szkół podstawowych dla upośledzonych umysłowo w stopniu lekkim. Cechy – rozwój – uwarunkowania. W 2018 uzyskała tytuł profesora nauk społecznych.
W 1974 została pracowniczką naukową w Wyższej Szkole Pedagogiki Specjalnej im. Marii Grzegorzewskiej w Warszawie (od 1990 jako kierowniczka Katedry Wczesnej Edukacji), a od 2011 do 2013 pracowała w Wyższej Szkole Pedagogicznej TWP w Warszawie.
Jest specjalistką Komitetu Nauk Pedagogicznych Polskiej Akademii Nauk i przewodniczącą Sekcji Edukacji Elementarnej tamże.
Wśród wypromowanych przez nią doktorów znalazła się Agnieszka Olechowska.
Jej zainteresowania naukowe obejmują takie zagadnienia jak: pedagogika wczesnoszkolna (teoria i praktyka edukacji – kierunki przemian), przedszkolna i pedeutologia; szczególnie problematyka: konstruktywistyczne podstawy edukacji dziecka – modele wsparcia dziecięcego uczenia się, rozumienia świata i konstruowania kompetencji; pedagogiczne ramy konstruowania podmiotowości dziecka; teoria i praktyka kształcenia nauczycieli, kompetencje nauczycieli wczesnej edukacji.